# 下原镇
下原镇，是中华人民共和国江苏省南通市如皋市下辖的一个乡镇级行政单位。

## 行政区划
下原镇下辖以下地区：
沈阳社区、下原社区、邹庄社区、野树社区、文庄社区、桃园社区、腰庄社区、白李社区、曙光村、花园头村、老坝村、陈桥村、蔡荡村、张庄村和藕池村。